# Дунаєць (притока Єсмані)
Дунаєць — річка в Україні, у Глухівському районі Сумської області. Права притока Есмані (басейн Дніпра).

## Опис
Довжина 10 км, похил річки — 1,4 м/км. Площа басейну 76,6 км².

## Розташування
Бере початок в Уздиці. Тече переважно на північний схід через село Дунаєць і в Семенівці впадає у річку Есмань, праву притоку Клевені.